# Sélection génomique
La sélection génomique est une méthode de sélection assistée par marqueurs utilisée pour améliorer les caractères quantitatifs, publiée en 2001, et qui s'est révélée très efficace chez les animaux puis chez les plantes,,. 
La sélection génomique vise à prédire la valeur génétique de candidats à la sélection. Le modèle prédictif est calibré sur un ensemble d'individus (dit population d'apprentissage ou de calibration) en utilisant leurs évaluations, en général des phénotypes, et leurs génotypes. Il est ensuite appliqué à des candidats à la sélection dont on connait le génotype pour les mêmes marqueurs et qui n'ont généralement pas été évalués. La sélection génomique se base sur un marquage dense du génome, en général avec des marqueurs moléculaires de type SNP, et tous les marqueurs sont utilisés pour la sélection, ce qui diffère des méthodes précédentes de sélection assistée par marqueurs dans lesquelles seuls les marqueurs associés à un effet significatif sont utilisés. La sélection génomique utilise des méthodes statistiques capables de valoriser l'information de tous les marqueurs simultanément, telles que le BLUP (en), des approches Bayésiennes ou non paramétriques, rendues nécessaires par le fait que le nombre de marqueurs est généralement plus grand que le nombre d'individus,. 
L'intérêt de la sélection génomique par rapport aux méthodes d'amélioration génétique conventionnelles (amélioration phénotypique) est d'augmenter le rythme du progrès génétique, c'est-à-dire d'améliorer le ratio r × i × σg / L, où r est la précision de la sélection (autrement dit la corrélation entre la vraie valeur génétique et son estimation), i l'intensité de sélection, σg l'écart-type génétique et L l'intervalle de génération, le plus souvent en permettant une sélection précoce ou une sélection parmi un nombre de candidats plus grand que ce que permettent les évaluations classiques,,.
Le meilleur exemple de réussite de la sélection génomique se trouve chez les bovins laitiers, où elle est utilisée depuis 2008 en France et a profondément modifié les programmes d'amélioration. Les organisations d'insémination artificielle n'utilisent ainsi plus les résultats des tests sur descendance pour identifier les taureaux à commercialiser, mais se basent sur les évaluations génomiques. En 2016, la sélection génomique était appliquée officiellement chez les bovins laitiers aux USA (plus d'1.2 million d'individus génotypés pour des évaluations génomiques), en Nouvelle-Zélande, en Australie, au Canada et en Europe. Elle a abouti à un doublement du rythme du progrès génétique, tout en réduisant la consanguinité et en permettant l'identification d'allèles récessifs létaux,,,.  La sélection génomique est aussi déjà mise en œuvre chez les porcs, les volailles, les moutons, les chèvres, les bovins à viande et le maïs,.    